# Симонија
Симонија је израз који означава куповање дужности у некој служби (пре свега црквеној) за новац. Назван је по Симону Магу, који је описан у Делима апостолским да је понудио двојици Исусових ученика исплату у замену за то што су га овластили да пренесе моћ Светог Духа свакоме на кога би положио своје руке. Термин се проширује и на друге облике трговине за новац „духовним стварима“.

## Етимологија
Назив „симонија“ долази од имена новозаветног лика Симона Врача, који је од апостола тражио да му дају своје моћи, за које је био спреман и платити (Дела а. 8,18-19).

## Историја
Појава симоније посебно је била раширена у средњем веку на Западу, где су се световни владари и властелини према црквеним службама односили као према управним положајима под њиховом влашћу, један о примера такве злоупотребе је и Александар VI. Такве су поступке у Католичкој цркви осудиле многе папе, међу којима су се истакли Гргур Велики у 6. веку и Иноћентије XI у 16. веку.
Ипак, симонија је нанела велике штете Католичкој цркви а снажно ју је критиковао Мартин Лутер у својих 95 теза из 1517. године. Данас је све што би се могло повезати са симонијом, као што је продавање црквених служби, благослова и сл. најстроже забрањено канонима цркве.

## Порекло
Куповина или продаја црквених канцеларија осуђивана је од петог века, али је тек у шестом веку повезана са ликом Симона Мага у Делима апостолским. Узрочник за стварање ове асоцијације био је папа Гргур I, који је такве размене означио као „симонијску јерес“.

## Симонија у средњем веку
Иако се сматра озбиљним прекршајем канонског права, сматра се да је симонија постала широко распрострањена у католичкој цркви током 9. и 10. века. У једанаестом веку, то је било у фокусу велике дебате. Централно у овој расправи била је валидност симонијалских наредби: то јест, да ли је свештенослужитељ који је своју службу стекао путем симоније био ваљано рукоположен.
У Corpus Juris Canonici, Decretum и Декретима Грегора IX расправља се о овој теми. Преступник, било да је  simoniacus (извршилац симонијачке трансакције) или simoniace promotus (корисник симонијачке трансакције), био је подлежан лишавању од својих бенефиција и одрицању од реда ако је световни свештеник, или затварању у строжији манастир ако је редовни свештеник. Сматра се да није направљена никаква разлика између продаје тренутног и повратног интереса. Невини simoniace promotus је, осим диспензације, био подложан истим казнама као да је крив.
Године 1494., члан кармелићанског реда, Адам из Ђенове, пронађен је убијен у свом кревету са двадесет рана након што је проповедао против практиковања симоније.
- Игуман практикује симонију (Француска, 12. век)
- Ђироламо и кардинал Марко Корнер подучавају Марка, опата од Караре, Тицијана, око 1520.

### У књижевности
У 14. веку Данте Алигијери је описао кажњавање многих „свештеника, папа и кардинала“ у паклу због похлепе или шкртости. Такође је критиковао поједине папе и друге симонијаке.

## Римокатоличка црква
Симонија је и даље забрањена у римокатоличком канонском праву. У Кодексу канонског права, Канон 149.3 напомиње да је „Обезбеђивање службе направљене као резултат симоније неважеће по самом закону.“

## Енглеска црква
Енглеска црква се борила са том праксом након одвајања од Рима. За потребе енглеског права, Вилијам Блекстон дефинише симонију као „добивање наређења или дозволе за проповедање новцем или коруптивним поступцима“ или, уже, „корумпирано представљање било кога пред црквени бенефицијумом за дар или награду“. Док је енглески закон признавао симонију као прекршај, третирао ју је само као црквену ствар, а не као злочин, за који би казна била одузимање службе или било које предности од прекршаја и прекид сваког покровитељског односа са особом која је доделила службу. Едвард VI и Елизабета I су прогласили статуте против симоније, у потоњем случају кроз Симонијски закон из 1588. Случајеви бискупа Светог Давида Томаса Вотсона 1699. и декана Јорка Вилијама Кокберна 1841. били су посебно значајни.
Према Закону о бенефицијумима из 1892. године, особа која је крива за симонију је крива за прекршај за који се може покренути поступак према Закону о дисциплини свештенства из 1892. Недужни службеник није угрожен, као што би могао бити по канонском праву. Симонија се може починити на три начина – у унапређењу у реда, у представљању бенефицијума и у одустајању од бенефицијума. Уобичајено право (са којим је инкорпорирано канонско право, уколико није у супротности са уобичајеним или статутарним правом или прерогативом круне) статутом је знатно измењено. Тамо где се ниједан статут не примењује на случај, доктрине канонског права могу и даље бити од значаја.
Према подацима из 2011. године, симонија остаје прекршај. Незаконито додељена функција може бити проглашена неважећом од стране круне, а прекршиоцу може бити онемогућено подношење будућих захтева, као и новчана казна до 1000 фунти. Од свештенства се више не тражи да дају изјаву о симонији приликом хиротоније, али ће се прекршаји сада највероватније решавати у складу са Дисциплинском мерама свештенства 2003, р.8.Halsbury 2002, 1359